# 638 Ways to Kill Castro
638 Ways to Kill Castro ist ein Dokumentarfilm des britischen Regisseurs Dollan Cannell, der sich den zahlreichen Attentaten auf den kubanischen Diktator Fidel Castro widmet. Der im Auftrag des Senders Channel 4 von der Produktionsfirma Silver River hergestellte Film wurde am 28. November 2006 erstmals im britischen Fernsehen ausgestrahlt. Eine gegenüber der TV-Fassung um zusätzliches Material ergänzte Version des Films wird auf DVD vertrieben.

## Inhalt
Der Film dokumentiert einige der verschiedenen Methoden, die von explodierenden Zigarren und Giftspritzen bis zu Giftgas reichen und basiert auf dem parallel zum Film als Buch veröffentlichten Erfahrungsbericht Executive Action: 634 Ways to Kill Castro des ehemaligen kubanischen Geheimdienst-Direktors Fabián Escalante, der auch im Film auftritt. Der Regisseur interviewte für den Film zahlreiche überwiegend in den USA lebende Zeitzeugen und Experten sowie erfolglose Attentäter, darunter Orlando Bosch und Luis Posada Carriles. Der Film enthält darüber hinaus umfangreiches Material zu Antonio Veciana, einem Exilkubaner, der an drei Attentaten auf Castro beteiligt war.

## Kritiken
Die US-Webseite Rotten Tomatoes listet 3 Kritiken auf, der Film wird als faszinierend und unterhaltsam charakterisiert. Die britische Zeitung The Guardian vergibt 3 von 5 Sternen und nennt den Film unterhaltsam und informativ.

## Kontroverse um Äußerungen Ileana Ros-Lehtinens
Zu den Interviewpartnern der Filmemacher gehörte die kubanischstämmige US-Kongressabgeordnete Ileana Ros-Lehtinen, die unter den prominentesten Repräsentanten der exilkubanischen Gemeinde in Südflorida einen harten Anti-Castro-Kurs vertritt. Sie sagte im Interview: „Ich würde es begrüßen, wenn irgendjemand Fidel Castro umbringt oder jeden anderen Führer, der das Volk unterdrückt.“ Nachdem die Produzenten diese Äußerung im Herbst 2006 auf der Webseite des Films veröffentlicht hatten, griffen mehrere Medien das Zitat auf, da es die Frage aufwarf, ob die einflussreiche Abgeordnete Mord als Mittel der Außenpolitik befürworte. Ros-Lehtinen kandidierte damals für den Vorsitz des Kongress-Ausschusses für Außenpolitik, den sie Anfang 2007 übernahm. Sie reagierte auf die Medienberichte zunächst mit der Behauptung, die Filmemacher hätten ihre Äußerungen aus dem Zusammenhang gerissen und verfälscht. Nachdem die derart angegriffenen Produzenten eine komplette Abschrift des 45-minütigen Interviews veröffentlichten, interessierten Medienvertretern die Original-Aufnahmen zugänglich machten und die Darstellung der republikanischen Politikerin damit widerlegten, zog Ros-Lehtinen ihren Manipulations-Vorwurf zurück und räumte die umstrittene Äußerung ein.